# Szulik József
Szulik József (Baja, 1841. február 28. – Óbecse, 1890. május 31.) író, költő, műfordító, prépost és esperes-plébános.

## Élete
Szülőhelyén és rövid ideig Pécsett tanult; 1858-ban lett kalocsai papnövendék. 1872-ben Németországba utazott tanügyi tapasztalatszerzésre. Fölszentelése (1864. március 9.) után káplán volt Kolluthon, Topolyán és Bezdánban, 1869-től mint kalocsai nőképző-intézeti tanár működött több évig. 1878-ban óbecsei plébánossá választották meg és egyházkerületi jegyző lett, 1881-ben prépost és hivatalos iskolalátogató, 1882-től alesperes volt. Maga írta meg búcsúztatóját versben, mely hattyúdala volt (megjelent az Egri Népujságban 1890. 28. sz.).
Első költeménye a Boros Mihály Kalauzában 1857-ben jelent meg; azóta számos verse, fordítása, elbeszélése, útirajza jelent meg a vidéki lapokban és a katolikus közlönyökben; főmunkatársa volt a Népiskolának és Népiskolai Tanügynek (1876-78), a Kalocsai Néplapnak (1878) .

## Munkái
- Arany ABC, vagyis hasznos tanácsok minden életre való embernek. Kalocsa, 1864. (Népies versezet).
- Szűz szent Martina. Legenda, Uo. 1864
- Szulik József költeményei 1857-1867. Pest, 1868. (9. kiadás Eger, 1895., 10. k. 1897., 12. k. 1901., 14. k. 1907. Uo.).
- Fischer Antal, A kath. anyaszentegyház szertartásai. Ismertetve. Eger, 1873. (2. jav. kiadás. 1877. 3. és 4. jav. k. 1884., 14. k. 1907. Uo.).
- Tanügyi tapasztalatok. Kalocsa. 1873. (Kubinszky Mihálylyal).
- Az imaapostolság kis kézi könyve. Ramiere H. után francziából. Uo. 1875.
- Rövid világtörténelem. Tanítóképző-intézetek és felsőbb leányiskolák használatára. Uo. 1877. (2. kiadás, 1878., 3. k. 1884. Uo. és Bpest 1884. 4. átdolg. kiadás Márki Sándortól. Uo. 1891., 8. k. Uo.).
- Elbeszélések. Caballero után. Bpest, 1877. (Magyar Könyvesház 36.).
- Két elbeszélés. Fernan Caballero után. Uo. 1877.
- Elbeszélések a magyar ifjúság részére. 4. színes képpel. Uo. 1877.
- A magyar nemzeti irodalomtörténet rövid ismertetése. Kalocsa, 1878. (2. bőv. kiadás. Eger, 1882.).
- Bernadette. Lourdesi viszhangok. Lasser H. után francziából. Bpest, 1879.
- Az anya a magyar költészetben. Uo. 1882.
- Az elveszett fiú. Népies elbeszélés. Eger, 1885. (István bácsi Könyvesháza 2.).
- A seprős János. Elbeszélés. Uo. 1885. (István b. Könyvesháza 3.).
- Minden farsangnak meg van a maga bőjtje. A czigány gyermekek. Népies elbeszélések. Uo. 1885. (István b. Könyvesháza 4.).
- Viszhangok. Ujabb költemények. Győr, 1892. (Egyetemes Könyvtár 36.).
- Macaulay. Dante, ford. Uo. 1892. (Egy. Kvtár 39.).
- Szulik József költeményei és műfordításai. A költő nővéreinek megbizásából sajtó alá rendezte Lévay Mihály. Bpest, 1896. (Ism. Kath. Szemle).

Irói neve: Kuthen; álnevei és jegyei: Szabolcs, Bajai, Kerekes András, Pethes József, Pethes Kovács József, Kovács József, -k-f., Sz. J. a Hölgyfutárban (1860.), Szegedi Híradóban (1859.), M. Néplapban (1859.), Kath. Néplapban (1862-től) sat.